# یواس‌اس ادونس (ای‌ام‌سی-۶۳)
یواس‌اس ادونس (ای‌ام‌سی-۶۳) (به انگلیسی: USS Advance (AMc-63)) یک کشتی بود که طول آن ۹۷ فوت ۱ اینچ (۲۹٫۵۹ متر) بود. این کشتی در سال ۱۹۴۱ ساخته شد.